# Superpuchar Europy UEFA 1982
Mecze o Superpuchar Europy 1982 zostały rozegrane 19 i 26 stycznia 1983 roku pomiędzy Aston Villą, zwycięzcą Pucharu Europy Mistrzów Klubowych 1981/1982 oraz Barceloną, triumfatorem Pucharu Zdobywców Pucharów 1981/1982. Aston Villa zwyciężyła w dwumeczu 3:1 po dogrywce, tym samym wygrywając Superpuchar Europy po raz pierwszy w historii klubu.

## Droga do dwumeczu

### FC Barcelona
| Sezon   | Rozgrywki                 | Runda | Przeciwnik               | Dom     | Wyjazd  | Ogólnie |
| ------- | ------------------------- | ----- | ------------------------ | ------- | ------- | ------- |
| 1981/82 | Puchar Zdobywców Pucharów | 1R    | Botew Płowdiw            | 4–1     | 0–1     | 4–2     |
| 1981/82 | Puchar Zdobywców Pucharów | 2R    | Dukla Praga              | 4–0     | 0–1     | 4–1     |
| 1981/82 | Puchar Zdobywców Pucharów | 1/4   | 1. FC Lokomotive Leipzig | 1–2     | 3–0     | 4–2     |
| 1981/82 | Puchar Zdobywców Pucharów | 1/2   | Tottenham Hotspur        | 1–0     | 1–1     | 2–1     |
| 1981/82 | Puchar Zdobywców Pucharów | F     | Standard Liège           | 2–1 (D) | 2–1 (D) | 2–1 (D) |

### Aston Villa
| Sezon   | Rozgrywki     | Runda | Przeciwnik       | Dom     | Wyjazd  | Ogólnie |
| ------- | ------------- | ----- | ---------------- | ------- | ------- | ------- |
| 1981/82 | Puchar Europy | 1R    | Valur            | 5–0     | 2–0     | 7–0     |
| 1981/82 | Puchar Europy | 2R    | Dynamo Berlin    | 0–1     | 2–1     | 2–2, w. |
| 1981/82 | Puchar Europy | 1/4   | Dynamo Kijów     | 2–0     | 0–0     | 2–0     |
| 1981/82 | Puchar Europy | 1/2   | RSC Anderlecht   | 1–0     | 0–0     | 1–0     |
| 1981/82 | Puchar Europy | F     | Bayern Monachium | 1–0 (N) | 1–0 (N) | 1–0 (N) |

## Szczegóły meczu

### Pierwszy mecz
Pierwsze spotkanie finału odbyło się 19 stycznia 1983 na Camp Nou w Barcelonie. Frekwencja na stadionie wyniosła 40 000 widzów. Mecz sędziował Bruno Galler ze Szwajcarii. Mecz zakończył się zwycięstwem Barcelony 1:0 po bramce Marcosa Alonso w 52. minucie.
| 19 stycznia 1983 | FC Barcelona · Marcos Alonso 52' | 1:00:0 | Aston Villa | Camp Nou, Barcelona Widzów: 40.000 Sędzia: Bruno Galler |
|                  |                                  |        |             |                                                         |

| Barcelona | Aston Villa |

| FC BARCELONA |   |                         |     |
|              |   |                         |     |
| BR           | 1 | Urruti                  |     |
| OB           |   | Tente (c)               |     |
| OB           |   | Migueli                 |     |
| OB           |   | Julio Alberto           |     |
| OB           |   | Periko Alonso           | 75' |
| PO           |   | José Ramón Alexanko     |     |
| PO           |   | Marcos Alonso           |     |
| PO           |   | Bernd Schuster          |     |
| NA           |   | Quini                   | 65' |
| NA           |   | Víctor Muñoz            |     |
| NA           |   | Francisco José Carrasco |     |
| Zmiany:      |   |                         |     |
| NA           |   | Pichi Alonso            | 65' |
| PO           |   | Urbano                  | 75' |
| Trener:      |   |                         |     |
| Udo Lattek   |   |                         |     |

| ASTON VILLA |   |                     |     |
|             |   |                     |     |
| BR          | 1 | Nigel Spink         |     |
| OB          |   | Mark Jones          | 35' |
| OB          |   | Gary Williams       |     |
| OB          |   | Allan Evans         |     |
| OB          |   | Ken McNaught        |     |
| PO          |   | Dennis Mortimer (c) |     |
| PO          |   | Des Bremner         |     |
| PO          |   | Gary Shaw           |     |
| PO          |   | Peter Withe         |     |
| NA          |   | Gordon Cowans       |     |
| NA          |   | Tony Morley         |     |
| Zmiany:     |   |                     |     |
| OB          |   | Colin Gibson        | 35' |
| Trener:     |   |                     |     |
| Tony Barton |   |                     |     |

### Drugi mecz
Drugie spotkanie finału odbyło się 26 stycznia 1983 na Villa Park w Birmingham. Frekwencja na stadionie wyniosła 31 570 widzów. Mecz sędziował Alexis Ponnet z Belgii. Mecz zakończył się zwycięstwem Aston Villi 3:0 po dogrywce. Bramki dla Aston Villi strzelili Gary Shaw w 80. minucie, Gordon Cowans w 100. minucie z rzutu karnego oraz Ken McNaught w 104. minucie.
| 26 stycznia 1983 | Aston Villa · Shaw 80' · Cowans 100' (k.) · McNaught 104' | 3:0 (Dogr.)0:0 | FC Barcelona | Villa Park, Birmingham Widzów: 31 570 Sędzia: Alexis Ponnet |
|                  |                                                           |                |              |                                                             |

| Aston Villa | Barcelona |

| ASTON VILLA |   |                |          |      |
|             |   |                |          |      |
| BR          | 1 | Nigel Spink    |          |      |
| OB          |   | Colin Gibson   | 90'      |      |
| OB          |   | Gary Williams  |          |      |
| OB          |   | Allan Evans    | 32' 120' | 120' |
| OB          |   | Ken McNaught   | 67'      |      |
| PO          |   | Andy Blair (c) |          |      |
| PO          |   | Des Bremner    |          |      |
| PO          |   | Gary Shaw      | 88'      |      |
| PO          |   | Gordon Cowans  |          |      |
| NA          |   | Peter Withe    |          |      |
| NA          |   | Tony Morley    | 76'      |      |
| Zmiany:     |   |                |          |      |
| PO          |   | Mark Walters   | 76'      |      |
| NA          |   | Paul Birch     | 88'      |      |
| Trener:     |   |                |          |      |
| Tony Barton |   |                |          |      |

| FC BARCELONA |   |                         |         |     |
|              |   |                         |         |     |
| BR           | 1 | Urruti                  | 104'    |     |
| OB           |   | Tente (c)               |         |     |
| OB           |   | Migueli                 |         |     |
| OB           |   | Julio Alberto           | 47' 53' | 53' |
| PO           |   | Periko Alonso           | 105'    |     |
| OB           |   | José Ramón Alexanko     | 99'     |     |
| PO           |   | Marcos Alonso           | 106'    |     |
| PO           |   | Bernd Schuster          | 68'     |     |
| PO           |   | Víctor Muñoz            |         |     |
| NA           |   | Urbano                  | 100'    |     |
| NA           |   | Francisco José Carrasco | 30'     |     |
| Zmiany:      |   |                         |         |     |
| NA           |   | Quini                   | 30'     | 55' |
| PO           |   | Manolo                  | 55' 88' |     |
| Trener:      |   |                         |         |     |
| Udo Lattek   |   |                         |         |     |

| Superpuchar Europy (1982)  |
| -------------------------- |
| Anglia                     |
| Aston Villa Pierwszy Tytuł |